# Cidaria dimidiaria
Cidaria dimidiaria är en fjärilsart som beskrevs av Victor Ivanovitsch Motschulsky 1866. Cidaria dimidiaria ingår i släktet Cidaria och familjen mätare. Inga underarter finns listade i Catalogue of Life.